# Cleopatra (film 1917)
Cleopatra è un film del 1917 diretto da J. Gordon Edwards. Fu sceneggiato da Adrian Johnson che adattò il lavoro teatrale di Émile Moreau e di Victorien Sardou e il romanzo di H. Rider Haggard, oltre a ispirarsi - in qualche misura - all'Antonio e Cleopatra di William Shakespeare.
Nonostante il successo, anni dopo, con l'entrata in vigore del Codice Hays, il film venne giudicato troppo osceno per essere proiettato. Le ultime due copie della pellicola andarono distrutte: una in un incendio negli stabilimenti della Fox e l'altra al Museum of Modern Art di New York.
Del film (in origine di 125 minuti), attualmente sono sopravvissuti solo una ventina di secondi di pellicola.

## Trama

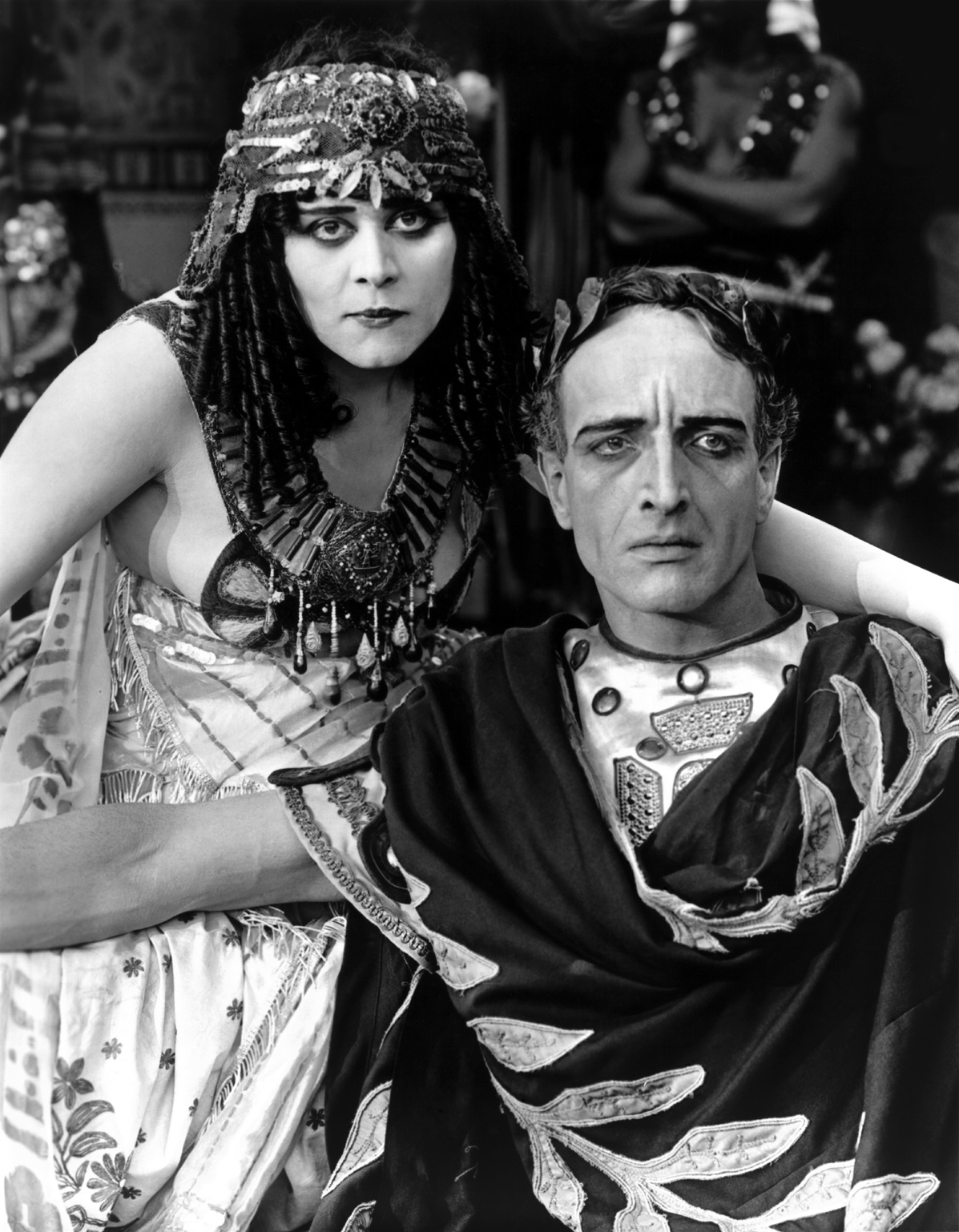
Theda Bara (Cleopatra) e Fritz Leiber (Cesare)

La storia della favolosa regina d'Egitto e dei suoi due grandi amori: Giulio Cesare e Marco Antonio.
Alla testa delle sue truppe, Cesare conquista l'Egitto ma si innamora perdutamente di Cleopatra, la regina. I due governano insieme il paese ma Cesare viene richiamato a Roma per importanti affari di stato. Lì, verrà ucciso da alcuni cospiratori. In Egitto, giunge quindi Antonio, quale rappresentante del triumvirato che regge Roma. Pure Antonio cede davanti al fascino di Cleopatra, innamorandosi di lei. Anche lui deve tornare a Roma per sposare Ottavia, la sorella di Ottaviano, uno dei triumviri, e cementare in questo modo l'alleanza politica. Quando però Antonio scopre che la regina lo ama ancora, lascia Roma per lei; i due uniscono le loro forze contro quelle di Roma, ma vengono sconfitti. Antonio cade in battaglia e alla notizia della sua morte, Cleopatra si uccide facendosi mordere da un serpente.

## Produzione
Prodotto da William Fox, il film è interpretato da Theda Bara (Cleopatra) e da Fritz Leiber nel ruolo di Cesare. Fu uno dei film hollywoodiani più elaborati dell'epoca, con una cura particolare per le scene e i costumi che sono firmati da George James Hopkins, qui al suo primo film.

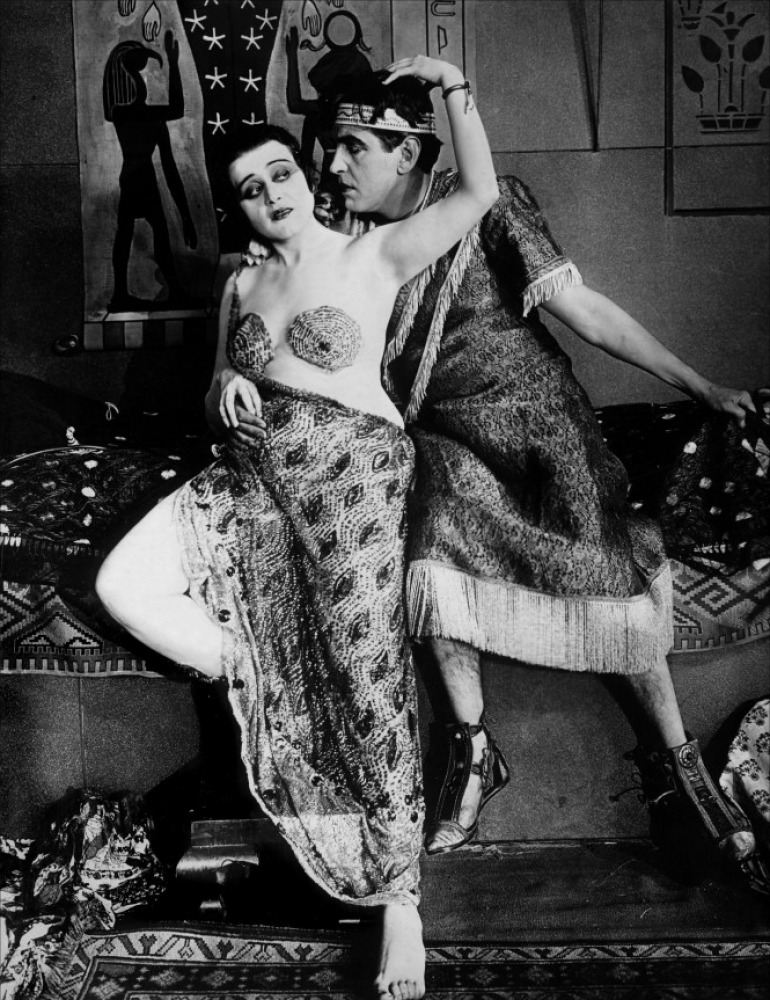
Theda Bara (Cleopatra) e Thurston Hall (Antonio)

Secondo lo studio, il film costò mezzo milione di dollari (circa 8,3 milioni di dollari del 2009), impiegando duemila tra comparse e figuranti. Fu girato a Newport Beach, in California. A Balboa Beach, venne costruito un elaborato set per la scena della battaglia. Negli studi della Fox, furono poi completate le riprese con la scena del banchetto che includeva la presenza di leoni, tigri, leopardi e altri animali esotici.

## Distribuzione
Il copyright del film, richiesto da William Fox, fu registrato il 14 ottobre 1917 con il numero LP11579.

Il film fu distribuito nelle sale statunitensi il 14 ottobre 1917, ottenendo un grande successo di pubblico. In Finlandia, fu distribuito il 26 novembre 1922